# War Child
War Child — сьомий студійний альбом англійського гурту Jethro Tull, який вийшов 14 жовтня 1974 року.

## Композиції
1. A War Child — 4:35
2. Queen and Country — 3:00
3. Ladies — 3:17
4. Back-Door Angels — 5:30
5. Sealion — 3:37
6. Skating Away on the Thin Ice of the New Day — 4:09
7. Bungle in the Jungle — 3:35
8. Only Solitaire — 1:38
9. The Third Hoorah — 4:49
10. Two Fingers — 5:11

## Учасники запису
- Мартін Барр — гітара
- Ян Андерсон — флейта, фортепіано, вокал
- Баррімор Барлоу — барабани
- Джеффрі Хаммонд — бас-гітара
- Джон Еван — клавіші

## Чарти
| Чарт (1974)                                  | Найвища позиція |
| -------------------------------------------- | --------------- |
| Australian Albums (Kent Music Report)        | 9               |
| Канада Canada Top Albums/CDs (RPM)           | 3               |
| Danish Albums (Tracklisten                   | 9               |
| French Albums (SNEP)                         | 15              |
| Finnish Albums (The Official Finnish Charts) | 20              |
| Німеччина German Albums (Offizielle Top 100) | 27              |
| Italian Albums (Musica e Dischi)             | 7               |
| Норвегія Norwegian Albums (VG-lista)         | 8               |
| Велика Британія UK Albums (OCC)              | 14              |
| США Billboard 200                            | 2               |

## Сертифікації
| Регіон                                             | Сертифікація | Продажі  |
| -------------------------------------------------- | ------------ | -------- |
| США (RIAA)                                         | Золотий      | 500 000^ |
| ^відвантаження, що базуються лише на сертифікаціях |              |          |